# 159-та піхотна дивізія (Третій Рейх)
159-та піхотна дивізія (Третій Рейх) (нім. 159. Infanterie-Division) — піхотна дивізія Вермахту за часів Другої світової війни.

## Історія
159-та піхотна дивізія сформована 29 вересня 1944 року шляхом переформування 159-ї резервної дивізії у складі 19-ї польової армії генерала від інфантерії Ф.Візе. Взяла участь у боях на Західному фронті, розгромлена у квітні 1945 року військами союзників в Ельзасі.

## Командування

### Командири
- Генерал-майор Фрідріх-Вільгельм Дернен (нім. Friedrich-Wilhelm Dernen) (19 жовтня — 11 грудня 1944)
- Генерал-майор Генріх Бюркі (нім. Heinrich Bürcky) (11 грудня 1944 — 20 квітня 1945)

### Підпорядкованість
| Час     | Корпус         | Армія       | Група армій (округ)        | Штаб   |
| ------- | -------------- | ----------- | -------------------------- | ------ |
| 1944    |                |             |                            |        |
| жовтень | 85-й ак        | 19-та армія | Група армій «G»            | Ельзас |
| грудень | 63-й ак        | 19-та армія | Група армій «G»            | Ельзас |
| 1945    |                |             |                            |        |
| січень  | 63-й ак        | 19-та армія | Група армій «Верхній Рейн» | Ельзас |
| лютий   | 18-й корпус СС | 19-та армія | Група армій «G»            | Ельзас |

## Склад
| Жовтень 1944                    | Лютий 1945                            |
| ------------------------------- | ------------------------------------- |
| 1209-й гренадерський полк       |                                       |
| 1210-й гренадерський полк       |                                       |
| 1211-й гренадерський полк       |                                       |
| —                               | 8-й гренадерський полк «Верхній Рейн» |
| —                               | 9-й гренадерський полк «Верхній Рейн» |
| —                               | гренадерський полк «Гаккель»          |
| 1059-й артилерійський полк      |                                       |
| —                               | артилерійський полк «Бен»             |
| 159-й фузілерний батальйон      |                                       |
| 1059-й протитанковий дивізіон   |                                       |
| 1059-й інженерний батальйон     |                                       |
| 1059-й дивізійний загін зв'язку |                                       |
| 1059-те управління постачань    |                                       |
| 1059-й запасний батальйон       |                                       |

## Нагороджені дивізії
Нагороджені дивізії
|  | Кавалери Золотого Німецького Хреста          | 2 |
|  | Кавалери Лицарського хреста Залізного хреста | 1 |